# Stratonike (Gattin des Antigonos)
Stratonike (altgriechisch Στρατονίκη Stratoníkē; † nach 297 v. Chr.) war die Ehefrau des makedonischen Feldherren und Diadochenherrschers Antigonos Monophthalmos sowie die Mutter des Demetrios Poliorketes und des Philippos. Damit ist sie auch die Stammmutter des letzten makedonischen Königshauses, der Antigoniden.
Unter den antiken Autoren weist ihr einzig der römische Biograph Plutarch mit Korrhagos einen Vaternamen (Patronym) zu. Auch vermeldete er von dem Gerücht, dass Stratonike zuerst mit einem Bruder des Antigonos Monophthalmos namens Demetrios verheiratet gewesen wäre und somit besonders die Vaterschaft des Demetrios Poliorketes umstritten sei. Beide Angaben gelten allerdings in der Geschichtsforschung als unglaubwürdig, zumal sie bei keinem der anderen antiken Historikern erwähnt wurden. Ein makedonischer Feldherr namens Korrhagos wird für das Jahr 331 v. Chr. genannt, welcher mit einem Vorauskommando auf dem Peloponnes gegen die Spartaner des Agis III. unterlag.
Stratonike lebte nach dem Beginn des Asienfeldzuges Alexanders des Großen 334 v. Chr. an der Seite ihres Mannes in Kleinasien, der dort in Kelainai als Satrap mehrere Provinzen verwaltete. Nach dem Tod Alexanders und dem Beginn des ersten Diadochenkrieges floh sie 321 v. Chr. mit ihrem Mann und den gemeinsamen Kindern nach Makedonien, um dem Zugriff des Reichsregenten Perdikkas zu entgehen. Nachdem dieser aber im Folgejahr besiegt wurde, konnte sie wieder nach Kleinasien zurückkehren, wo ihr Mann den Kampf um die Nachfolge Alexanders des Großen aufnahm. In den folgenden langwierigen Kämpfen trat Stratonike nur einmal in Erscheinung. Im Jahr 316 v. Chr. revoltierten mehrere von Antigonos gefangen gesetzte Heerführer in ihrem Kerker, einer Felsenburg in Phrygien, und brachten dieses unter ihre Kontrolle. Da ihr Mann in dieser Zeit anderweitig gebunden war, stellte sich Stratonike an die Spitze eines Heeres und nahm die Belagerung der Burg auf. Dabei führte sie auch Unterhandlungen mit einigen der Rädelsführer, von denen sie vor allem Dokimos und Philotas die Freiheit schenkte, nachdem sie ihre Unterwerfung gegenüber Antigonos Monophthalmos bekundet hatten. Nach mehreren Monaten der Belagerung, ließ Stratonike die Burg stürmen und die restlichen Widerständler unter der Führung des Attalos, dem Schwager des Perdikkas, niedermachen.
Während ihr Mann in der entscheidenden Schlacht von Ipsos 301 v. Chr. fiel, hielt sich Stratonike in Kilikien auf. Dort wurde sie von der Flotte ihres Sohnes Demetrios Poliorketes aufgenommen und in das noch sichere Salamis auf Zypern gebracht. Im Jahr 297 v. Chr. aber eroberte der Herrscher von Ägypten, Ptolemaios, nach einer Invasion die Insel und nahm Stratonike wie auch ihre Schwiegertochter Phila und deren Kinder in Gefangenschaft. Ptolemaios aber gab sich edelmütig und ließ die Familie umgehend wieder frei, indem er sie an den in Griechenland weilenden Demetrios Poliorketes zusandte. Von Stratonike wird danach nichts mehr berichtet.